# Emilia Vuc
Emilia Alina Vuc (Reșița, 4 de octubre de 1993) es una deportista rumana que compite en lucha libre.
Ganó dos medallas de plata en el Campeonato Mundial de Lucha, en los años 2017 y 2019, y cuatro medallas en el Campeonato Europeo de Lucha entre los años 2016 y 2022.

## Palmarés internacional
| Campeonato Mundial | Campeonato Mundial     | Campeonato Mundial | Campeonato Mundial |
| Año                | Lugar                  | Medalla            | Categoría          |
| ------------------ | ---------------------- | ------------------ | ------------------ |
| 2017               | París (Francia)        | Medalla de plata   | 48 kg              |
| 2019               | Nursultán (Kazajistán) | Medalla de plata   | 50 kg              |
| Campeonato Europeo |                        |                    |                    |
| Año                | Lugar                  | Medalla            | Categoría          |
| 2016               | Riga (Letonia)         | Medalla de plata   | 48 kg              |
| 2017               | Novi Sad (Serbia)      | Medalla de bronce  | 48 kg              |
| 2018               | Kaspisk (Rusia)        | Medalla de plata   | 50 kg              |
| 2022               | Budapest (Hungría)     | Medalla de bronce  | 50 kg              |